# Kofein sintaza
Kofein sintaza (EC 2.1.1.160, dimetilksantinska metiltransferaza, 3N-metiltransferaza, DXMT, CCS1, S-adenozil-L-metionin:3,7-dimetilksantin 1-N-metiltransferaza) je enzim sa sistematskim imenom S-adenozil--metionin:3,7-dimetilksantin 1-metiltransferaza. Ovaj enzim katalizuje sledeću hemijsku reakciju
(1) -adenozil--metionin + 3,7-dimetilksantin {\displaystyle \rightleftharpoons } -adenozil--homocistein + 1,3,7-trimetilksantin
(2) -adenozil--metionin + 1,7-dimetilksantin {\displaystyle \rightleftharpoons } -adenozil--homocistein + 1,3,7-trimetilksantin
(3) -adenozil--metionin + 7-metilksantin {\displaystyle \rightleftharpoons } -adenozil--homocistein + 3,7-dimetilksantin
Paraksantin je najbolji supstrat ovog enzima.

## Literatura
- Nicholas C. Price; Lewis Stevens (1999). Fundamentals of Enzymology: The Cell and Molecular Biology of Catalytic Proteins (Third изд.). USA: Oxford University Press. ISBN 019850229X.
- Eric J. Toone (2006). Advances in Enzymology and Related Areas of Molecular Biology, Protein Evolution (Volume 75 изд.). Wiley-Interscience. ISBN 0471205036.
- Branden C; Tooze J. Introduction to Protein Structure. New York, NY: Garland Publishing. ISBN 0-8153-2305-0.
- Irwin H. Segel. Enzyme Kinetics: Behavior and Analysis of Rapid Equilibrium and Steady-State Enzyme Systems (Book 44 изд.). Wiley Classics Library. ISBN 0471303097.
- William P. Jencks (1987). Catalysis in Chemistry and Enzymology. Dover Publications. ISBN 0486654605.

## Spoljašnje veze
- Caffeine+synthase на 